# Андрієвка (Міякинський район)
Андрі́євка (рос. Андреевка, башк. Андреевка) — присілок у складі Міякинського району Башкортостану, Росія. Входить до складу Новокарамалинської сільської ради.
Населення — 9 осіб (2010; 7 в 2002).
Національний склад:
- українці — 43%
- росіяни — 43%